# Malangu Kabedi
Marie-France Malangu Kabedi Mbuyi est une économiste congolaise (RDC), gouverneure de la banque centrale du Congo : BCC en sigle, de juillet 2021 à juillet 2025.

## Biographie
Née le 1er février 1958 à Kananga dans la province du Kasaï-Occidental, Malangu Kabedi est la première femme à être nommée gouverneure de la Banque centrale du Congo (BCC),,. Son prédécesseur Deogratias Mutombo Mwana Nyembo a été nommé en 2013 par le président Joseph Kabila.

## Parcours
Diplômée de l'université libre de Bruxelles, avant d’être nommée à la tête de la banque centrale du Congo (BCC) , Malangu Kabedi a d’abord travaillé pendant une année au centre d’économie appliquée de l’université libre de Bruxelles, pendant deux ans à la Banque du Zaïre (actuelle BCC) au département des études.
Elle a passé une très grande partie de sa carrière professionnelle au sein du FMI (Fonds monétaire international) où durant trente-deux ans, elle a assumé de fonctions telles que : Chef de division adjoint et chef de mission pour quelque cinq pays, directrice du centre régional d’assistance technique du FMI pour l’Afrique de l’ouest, représentante résident du FMI au Bénin et au Cameroun, assistante du directeur de département Afrique, conseillère principale de l’administrateur chargé des pays africains francophones au conseil d’administration du FMI,,,.
En juillet 2021, elle est nommée gouverneure de la banque centrale du Congo par le Président de la République Félix Tshisekedi. Elle succède à Deogratias Mutombo ,,.
Elle accède officiellement à sa nouvelle fonction le 19 juillet 2021 lors d'une remise et reprise avec son prédécesseur.
En août 2021, lors de la 43e réunion du Conseil des gouverneurs de l'Association des Banques centrales africaines (ABCA), Malangu Kabedi est désignée présidente de cette association pour un mandat d'un an,.
En juillet 2025, elle quitte ses fonctions de gouverneure de la BCC et est remplacée par André Wameso.

## Vie privée
Malangu Kabedi est licenciée en économie et détentrice d'une maîtrise en économétrie, mariée et mère de deux enfants.